# (763) Cupido
(763) Cupido – planetoida z grupy pasa głównego asteroid.

## Odkrycie
Została odkryta 25 września 1913 roku w Landessternwarte Heidelberg-Königstuhl w Heidelbergu przez Franza Kaisera. Nazwa pochodzi od Kupidyna, boga erotycznej miłości i seksu w mitologii rzymskiej. Przed jej nadaniem planetoida nosiła oznaczenie tymczasowe (763) 1913 ST.

## Orbita
(763) Cupido okrąża Słońce w ciągu 3 lat i 131 dni w średniej odległości 2,24 au. Planetoida należy do rodziny planetoidy Flora nazywanej też czasem rodziną Ariadne.